# Puente provisorio Argerich
Puente provisorio Argerich es el nombre que recibe un puente ubicado en el barrio de Flores de la ciudad de Buenos Aires, Argentina.

## Características
Se trata de un puente de 265 m de longitud que une ambos lados (norte y sur) del barrio de Flores cruzando las vías de la Línea Sarmiento. Posee dos carriles de mano única de circulación en dirección a Avenida Rivadavia, de 3,50 metros de ancho cada uno, y su uso es para vehículos livianos y transporte de pasajeros..Es administrado por AUSA (GCBA)